# بلقاسم علي
بلقاسم علي (بالإنجليزية: Belkacem Ali)‏ طبيب جزائري من مواليد بني عباس سنة 1946، درس الطب بجامعة وهران ثم انتقل إلى بوردو لدراسة تخصص جراحة العظام. عاد بعد ذلك للجزائر ليبدأ في الممارسة بالمركز الاستشفائي الجامعي بوهران.
ترقى في الدرجات العلمية حتى نال شهادة الأستاذية في جراحة العظام.

## أعماله
عمل في مختبر الأبحاث في مجال علم أصول التدريس وتطوير المناهج في العلوم الطبية بجامعة وهران ضمن الفريق الرابع بموضوع التقييم والدراسات المستقبلية، تقييم البرامج والأساليب
عين في 14 ديسمبر 2005 عضواً دائما في لجنة الامتحان للحصول على شهادة الدراسات الطبية المتخصصة، تخصص إعادة التأهيل الوظيفي.

## محاضرات ألقاها
كان عضواً في سجل السرطان بوهران (الشبكة الجهوية للغرب). شارك في الأيام الثانية عشر لسجل السرطان بوهران من 14 إلى 16 فيفري بتاغيث (ولاية بشار):

## وفاته
بعد صراع مع المرض توفي بتاريخ 26 جويلية 2009 بوهران ودفن بها.